# Matthias Claudius
Matthias Claudius (15 d'agost de 1740 – 21 de gener de 1815) va ser un poeta i periodista alemany. Era conegut pel nom amb què firmava els seus escrits: Asmus.

## Vida
Claudius va néixer a Reinfeld, a prop de Lübeck, i estudià a Jena. Va passar una part important de la seva vida a la ciutat de Wandsbeck, on va començar a adquirir la seva reputació literària editant, des de 1771 a 1775, en el diari Der Wandsbecker Bote (El Missatger de Wandsbeck) (Wandsbeck fins a l'any 1879 s'escrivia amb "ck"; actualment és amb "k"). Allà va publicar un gran nombre d'assajos en prosa i poemes. Feia servir en un alemany pur i senzill i apel·lava al gust popular; en alguns escrits mostrava una vena d'humor extravagant –o, fins i tot, burlesc–, mentre d'altres articles reflectien un meditació tranquil·la i un sentiment més solemne. Claudius, en la darrera època –potser a través de la influència de Klopstock amb qui havia forjat una bona amistat–, esdevingué molt pietista i aflorà el costat més seriós de la seva naturalesa. El 1814 es va traslladar a Hamburg, a casa del seu gendre, l'editor Friedrich Christoph Perthes, i allà va morir el 21 de gener de 1815.

## Feina
El poema de Claudius Der Tod und das Mädchen ("La Mort i la donzella") fou utilitzat per Franz Schubert el 1817 per compondre una dels seus lieder més populars, el qual també esdevindria la base per al quartet de corda de 1824 amb el mateix nom.
Les obres completes de Claudiusl van ser publicades amb el títol, Asmus omnia sua secum portans, oder Sämtliche Werke des Wandsbecker Boten (8 vols., 1775–1812; 13ª edició, per C. Redich, 2 vols., 1902). La seva biografia ha estat escrita per Wilhelm Herbst (4ª ed., 1878) i també és rellevant l'obra de M. Schneidereit, M. Claudius, seine Weltanschauung und Lebensweisheit (1898).

### Poemes
- Abendlied ("Cançó de vespre"), aka "Der Mond ist aufgegangen" ("La lluna ha augmentat")
- "Der Mensch lebt und bestehet", posat a música per Max Reger
- "Christiane"
- "Dau Sternseherin Lise" (Lise l'astròleg)
- "Dau Liebe" (Amor)
- "Der Tod (Mort)
- "Ein Wiegenlied bei Mondschein zu singen" (Una cançó de bressol per cantar a la llum de lluna)
- "Täglich zu singen" (Per ser cantat cada dia)
- "Kriegslied" (Cançó de guerra)
- "Der Frühling. Sóc ersten Maimorgen" (La Primavera. En el primer matí dins maig)
- "Der Säemann säet den Samen" (Les truges de sembrador les llavors)
- "Der Tod und das Mädchen" (La Mort i la donzella), posat en música per Schubert
- "Wir pflügen und wir streuen" ("Llaurem els camps i sembrem"; es canta a Alemanya i Anglaterra com a himne del festival de la collita)

## Honors
- Un asteroide 7117 Claudius li va ser dedicat.